# صراع مع الحياة (فلم)
صراع مع الحياة فيلم مصري، (أبيض وأسود)، إنتاج عام 1957، يتحدث الفيلم عن الصعوبات والضغوط التي يواجهها الصبايا الصغار عند زواج والدتهم من رجل آخر، والفيلم بطولة كوكبة من نجوم الزمن الجميل.

## قصة الفيلم
تدور أحداث الفيلم حول صبي صغير يهرب من زوج والدته، ويواجه الكثير من الضغوط الأسرية، لأن أبيه ما زال على قيد الحياة ولكن لا يهتم به، ومن ثم يتعرض لحادث، وتسجن أمه ويموت أبوه الاصلي، والفيلم في اطارات تشويقية مثيرة.

## أسرة الفيلم
| - قصة وسيناريو حوار: زهير بكير - إخراج: زهير بكير - مساعد مخرج: جمال الدماطي - عدلي خليل - زكى صالح - إبراهيم فتحي. - إنتاج: أفلام العالم الجديد - مساعد منتج: حسن موافي | - إدارة الإنتاج: ايميل يزيد - تصوير مصطفي حسن - على حسن - فارس وهبة - ديكور ومناظر: عباس حلمي - منفذ مناظر: عبد الحميد السخاوى - مكياج: على كامل | - إكسسوار: عبد المنعم علي - كوافير: ميتشو - مساعد مكياج: أحمد دسوقي - مونتاج: احمد إسماعيل - صوت: كريكور |

## ابطال الفيلم
| - هند رستم:سميرة - أحمد رمزي: مجدي - آمال فريد:ليلى - محمود المليجي:زكي - جواهر:زوجة الأب - عزيزة حلمي:سنية - ليلى حمدي:أم سيد | - فتحية عبد الغني:نعناعة - سهير البابلي:شوشو صديقة ليلى - قريال محمد - محمد الديب:الأسطى عبده - عباس الدالي:حسين - حسن حامد | - سهير عبده - أحمد عبد الفتاح - عبد المنعم بسيوني - رشاد حامد - أحمد بالي - كمال إمام | - نبيل الزقزوقي: أحمد رمزى طفلا - ناهد عبد العزيز: طفلة - فوزية حسن - رشوان توفيق: السكرتير العشيق - عبد العظيم كامل: دكتور شارفنبرج - محمد رضا: من العصابة | - فاطمة علي: غناء أغنية الخطوبة - تيتا صالح: غناء أغنية عطشانة - عصمت عبد العليم: غناء أغنية الخطوبة - شكوكو الصغير: غناء أغنية أنا فنان - محمود شكوكو: غناء أغنية الفرح - جمال الدماطي: مطلق النار على زكي |